# IKI
IKI ist eine Einzelhandelskette in Litauen, die von der UAB Palink betrieben wird. Mit 280 Supermärkten im Baltikum (226 in Litauen) und 7000 Mitarbeitern (Stand 2018) ist sie die zweitgrößte Einzelhandelskette in Litauen. 
IKI betreibt zusätzlich noch weitere Filialen in Lettland. Nebst IKI selbst, betreibt Palink zwei weitere Marken: IKI EXPRESS und IKI CENTO. 2012 erzielte „Palink“ einen Umsatz von 2,268 Mrd. Litas (656,9 Mio. Euro).

## Geschichte
1992 eröffneten drei Brüder, die ursprünglich aus Belgien stammen – George, Oliver und Nicolas Ortiz – die erste IKI-Filiale. Die Brüder gründeten auch die UAB Palink.  2005 eröffnete Palink die erste Filiale in Lettland. 2008 wurde IKI Teil der Coopernic, einer Einkaufsgemeinschaft europäischer Handelsketten, die seit 2014 „Core“ heißt. 
Am 10. Juli 2013 gab es 8256 Mitarbeiter.
2014 verkaufte IKI (SIA „Palink“) alle 51 lettischen Supermärkte mit 900 Mitarbeitern an SIA Mego (Holding  „Lenoka“).